# Eric Cohn-Bendit
Pour les articles homonymes, voir Cohn et Cohn-Bendit.
Erich (ou Eric) Cohn-Bendit, né le 26 novembre 1902 à Berlin (Allemagne) et mort le 14 août 1959 à Francfort-sur-le-Main (Allemagne), est un avocat de gauche ayant travaillé pour le Secours rouge international. Juif et antinazi, il est le père de Daniel Cohn-Bendit et de Gabriel Cohn-Bendit.

## Biographie
Erich Cohn-Bendit est né à Berlin, en Allemagne, le 26 novembre 1902. Il est le fils d'Alexander Cohn (1871-1946) et de Rosa Clara Bendit (1882-1967). Il est le frère de Gerda Freudenthal. Il est l'époux d’Herta David, d'origine juive polonaise.
Il est proche des spartakistes. À Berlin, Eric Cohn-Bendit est l'un des avocats du Secours rouge, une organisation internationale de « solidarité révolutionnaire ». Il est ami de la philosophe Hannah Arendt.
Eric Cohn-Bendit quitte l'Allemagne durant l'hiver 1933.

### En France
Eric Cohn-Bendit rencontre à Paris Herta Judith David, sa future épouse. Elle est étudiante en droit, issue d'une famille plus modeste de Poznań ; bien qu’ayant milité dans une organisation sioniste et « attachée à la tradition juive », elle n’est pas pratiquante. Le couple donne naissance à Gabriel Cohn-Bendit le 14 avril 1936 à Montrouge.

### Seconde Guerre mondiale
La Seconde Guerre mondiale et le nazisme poussent la famille Cohn-Bendit à fuir la capitale française.
La famille Cohn-Bendit se réfugie à Moissac (Tarn-et-Garonne), et prend le nom de Delpioux,.

### Après la Guerre
À la Libération, ils restent quelque temps en France. Herta Cohn-Bendit s'occupe des maisons pour orphelins dont les familles ont disparu dans les camps d'extermination. Daniel Cohn-Bendit voit le jour le 4 avril 1945, à Montauban.

### Retour en Allemagne
Entre 1945 et 1948, les Cohn-Bendit sont responsables de la « Colonie Juliette » (Juliette pour Juliette Stern), un établissement pour enfants d'anciens déportés juifs situé à Cailly-sur-Eure (Eure). Puis ils reviennent à Paris, Herta devenant économe de l'École Maïmonide (Boulogne-Billancourt), où elle habite avec Daniel. 
Eric Cohn-Bendit, ne pouvant exercer sa profession en France (il faudrait qu'il refasse un cursus universitaire), décide en 1952 de rentrer en Allemagne et devient avocat à Francfort. Il est en étroit contact avec les membres de l'école de Francfort, Max Horkheimer, Theodor W. Adorno, ainsi que Bertolt Brecht et Hélène Weigel. Parmi ses clients on trouve Bruno Bettelheim.
Souffrant d'un cancer et touché par l'alcoolisme, il meurt en 1959 à l'âge de 56 ans